# Буэна-Виста Ферри
Буэна-Виста Ферри (англ. Buena Vista Ferry) — кабельная автомобильная паромная переправа через Уилламетт, расположенная у поселения Буэна-Виста в нескольких километрах от Индепенденс в штате Орегон, США. Соединяет округа Полк и Марион. Ширина реки у переправы — 220 м. 
Вместимость кабельного парома — 6 автомобилей. Электрический паром использует трёхфазное питание с частотой 60 Гц и напряжением 480 В
.

## История
Около 1850 года Рейсон Холл, получивший земельный надел и осевшим в 1847 году основал поселение Буэна-Виста. Некоторые из родственников Холла были участниками сражения при Буэна-Висте во время Американо-мексиканской войны. Холл также построил паромную переправу через Уилламетт, которая позже получила одноимённое с городом название. 
Старый паром был заменён в 2011 году частично благодаря Американскому акту восстановления и реинвестирования 2009 года. Новый паром позволяет осуществлять переправу круглогодично, тогда как ранее он действовал только в тёплое время года с апреля по октябрь.

## Галерея
- Буэна-Виста Ферри
- Общий вид на переправу
- Паром в 2006 году